# قره‌تکان (خوشاب)
قره‌تکان، روستایی از توابع بخش مشکان شهرستان خوشاب در استان خراسان رضوی ایران است.

## جمعیت
این روستا در دهستان یام قرار دارد و براساس سرشماری مرکز آمار ایران در سال ۱۳۸۵، جمعیت آن زیر سه خانوار بوده‌است.